# Pankaxuris

## História
Os pankaxuris, são um grupo indígena que habitam próximo a cachoeira do tamanduá, no município de Palmeira dos Índios no estado de Alagoas, no Brasil.      
Os pankaxuris são a reunião dos indígenas xucurus-kariris de palmeira dos índios Alagoas, e os pankararus de brejo dos padres Pernambuco.
Em contexto de retirada de direitos indígenas em todo o país, comunidade multiétnica Pankaxuri surge resgatando e preservando identidade, cultura e religiosidade
Este grupo indígena foram diretamente liderados e influenciados pelo cacique Chiquinho (oiaporã) antigo cacique da aldeia monte alegre xucuru-kariri em Palmeira dos índios Alagoas, que foi retomada no ano de 2006 em um território indígena que era ocupado por um fazendeiro. A retomada contava com em media 70 famílias indígenas lideradas pelo cacique Chiquinho (oiaporã). 

Essas famílias indígenas também estiveram presente em importantes momentos da história dos xucuru-kariri, como por exemplo, a retomada da aldeia mata da cafurna no ano de 1979 em Palmeira dos Índios Alagoas.
Também estiveram presente na estruturação do povo Karapotós Terra Nova de São Sebastião alagoas.
Por conflitos internos, esses indígenas, que em média formam 25 famílias de indígenas, se dispersaram das aldeias xucurus-kariris. E em fevereiro de 2021, seguiram em direção ao seu território ancestral fora da demarcação xucuru-kariri, próximo a cachoeira do tamanduá, onde beira a divisa de Alagoas e Pernambuco.

Os pankaxuris no ano de 2023 foram reconhecidos pela FUNAI, porém, ainda não contam com a demarcação de suas terras, impedindo sua liberdade e suas práticas religiosas, como por exemplo, o ritual do Ouricuri.
A língua materna dos pankaxuris é a Kafurna, antigo idioma original Xucuru-Kariri da aldeia Cafurna de Baixo, tendo sua fluência por um antigo caboclo por nome de Cicero França. Idioma esses boicotados e proibidos pelos padres na época da colonização. Hoje em dia, esses idiomas estão em recuperação e são falados somente pelos indígenas mais velhos.
Os pankaxuris sobrevivem praticamente de pesca e derivados da natureza, como por exemplo, a palha do "ricurizeiro" entre outros.